# Mira Aroyo

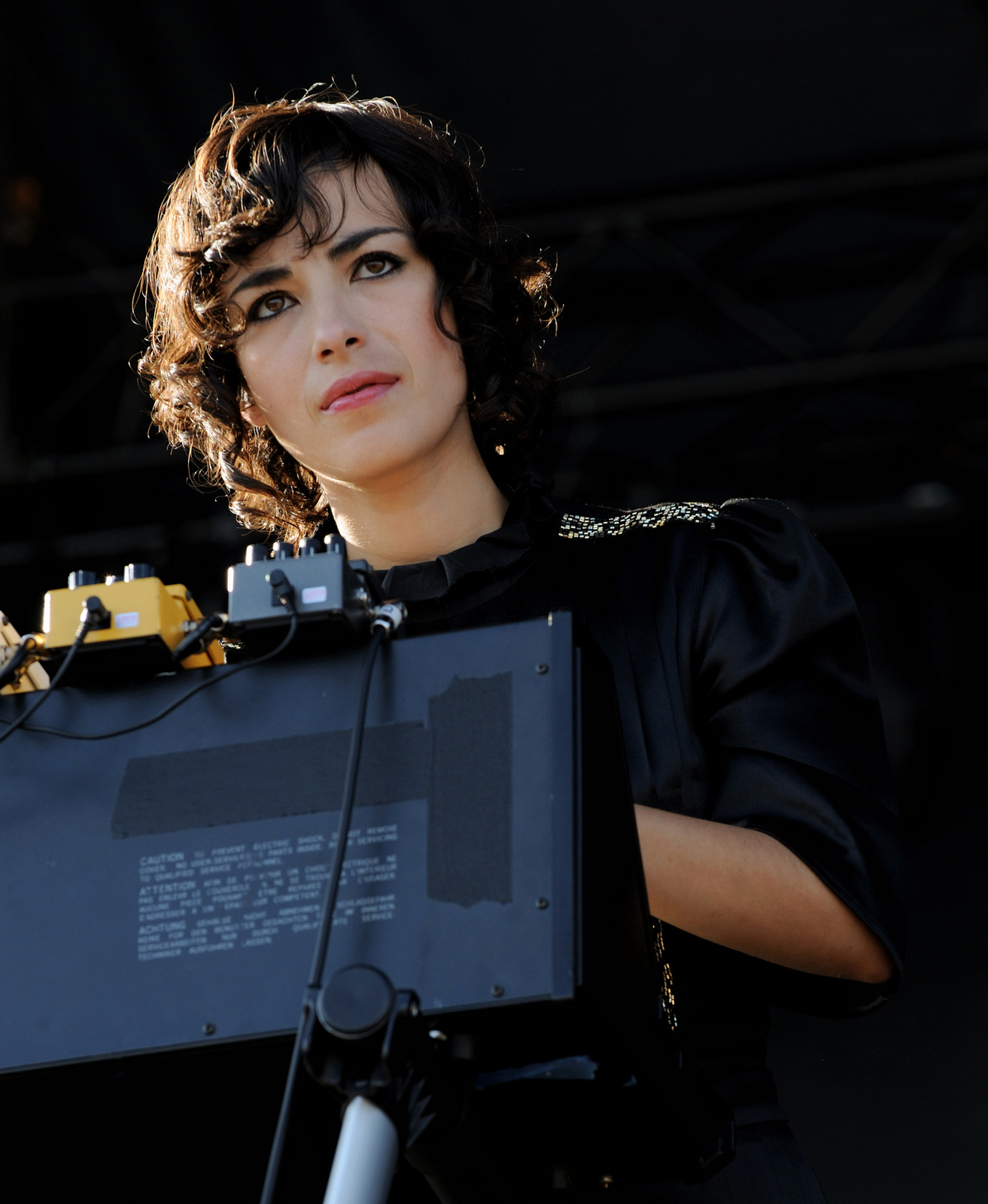
Mira Aroyo beim Bluesfest 2008 in Ottawa

Mira Aroyo (bulgarisch Мира Аройо; * 11. Juli 1977 in Sofia) ist eine bulgarische Musikerin, bekannt als Second Vocal, Keyboarderin und Songwriterin der Electronic-Band Ladytron sowie als DJ. Sie schreibt und singt Songs für Ladytron sowohl in bulgarischer als auch in englischer Sprache. Vor einer Vollzeitkarriere in der Musik studierte Aroyo für den Ph.D. in Genetik an der University of Oxford, den sie nicht absolvierte.

## Kindheit und Ausbildung
Mira Aroyo wurde 1977 in Sofia in ein Elternhaus bulgarisch-jüdischen Hintergrunds geboren. Als sie zehn Jahre alt war, zog sie mit ihrer Familie nach Israel und später nach Großbritannien.
Das erste Musikinstrument, das Aroyo lernte, war die Gitarre. Sie lernte auch das Spiel auf dem Akkordeon. Obwohl Aroyos Eltern bei ihrer Entscheidung, eine Musikkarriere einzuschlagen, zunächst zurückhaltend waren, respektierten sie sie und unterstützten sie letztendlich.

## Karriere

### Wissenschaftliche Karriere
Nach Abschluss ihrer Grundausbildung absolvierte Mira Aroyo ein postgraduales Forschungsstudium in Genetik. Sie war Doktorandin an der Division of Molecular Genetics, Department of Biochemistry der University of Oxford unter der Betreuung von François-Xavier Barre und David J. Sherratt und arbeitete an ihrer Dissertation The Role of the C-terminus of FtsK in Xer Recombination. Das Department of Biochemistry stellte im Jahre 2003 fest, dass Aroyo bereits postgraduierte Genetikerin war, und erfuhr auch von der Veröffentlichung des zweiten Albums der Band Ladytron mit dem Titel Light and Magic.
Es wurde einerseits durch die britische Tageszeitung The Guardian behauptet, dass sie 2002 das Doktorstudium abgeschlossen hat, andererseits soll sie laut Real Detroit Weekly noch 2008 Doktorandin gewesen sein. Aroyo brach ihr Studium ab und zog sich aus der Wissenschaft zurück.
In einem Interview mit der Sunday Mail erklärte sie:

„We all had jobs when we started Ladytron then little by little we ditched them. I was a geneticist doing a PhD and realising lab work wasn't for me. We were doing Ladytron at the same time and I was enjoying it more. It was easier and more fun.“

„Wir alle hatten Jobs, als wir Ladytron gründeten, dann haben wir sie nach und nach aufgegeben. Ich war eine Genetikerin im Doktorstudium und realisierte, dass Laborarbeit nichts für mich war. Wir machten Ladytron zur selben Zeit und ich genoss es mehr. Es war einfacher und machte mehr Spaß.“

In einem weiteren Interview sagte sie:

„For the first 3 years of Ladytron I was juggling [studies and Ladytron], until it became apparent that I would be compromising both if I continued that way. I was young and it seemed a lot more fun at the time to travel the world playing music.“

„In den ersten drei Jahren von Ladytron jonglierte ich [mit Studium und Ladytron], bis klar wurde, dass ich beides gefährden würde, wenn ich so weitermachen würde. Ich war jung, und es schien zu der Zeit viel mehr Spaß zu machen, um die Welt zu reisen und Musik zu spielen.“

### Musikkarriere

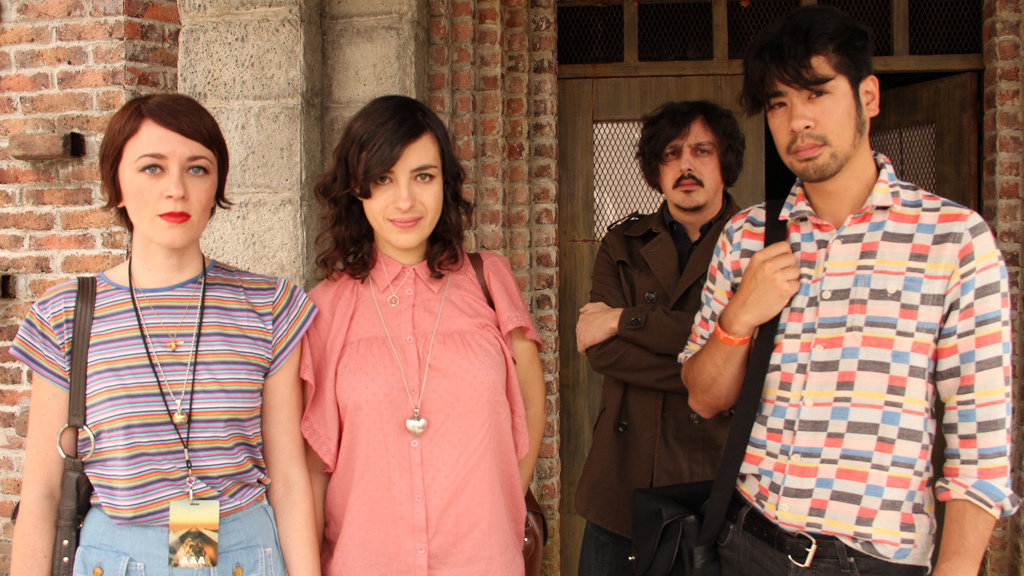
Ladytron 2011 in Mexiko

Im Sommer 1999 trafen die Liverpooler Musikproduzenten und DJs Daniel Hunt und Reuben Wu die Studentin Helen Marnie auf mehreren DJ-Gigs und Mira Aroyo durch einen gemeinsamen Freund. Sie teilten ähnliche Musikinteressen und gründeten im selben Jahr die Electronic-Band Ladytron. Seitdem ist Aroyo Second Vocal der Band und spielt auch Synthesizer. Zudem trägt sie zum Songwriting bei.
Aroyo arbeitete auch mit der Indie-Pop-Band The Projects zusammen. Sie sang den Song Do not Eat Meat. Für den Song Watching a Building on Fire kooperierte sie mit John Foxx & The Maths.

## Persönliches
Seit 26. Mai 2010 ist Mira Aroyo mit dem Kurator für Fotografieausstellungen Harry Hardie verheiratet. Am 23. Februar 2012 brachte sie ihre Tochter Noa zur Welt. Heute wohnt sie in London, lebt als Pescetarier und ist Verfechterin der Tierrechte. Sie interessiert sich auch für Architektur und brachte 2011 einen 19-minütigen Kurzfilm mit dem Titel The Folly heraus, der die Hütte der 82-jährigen Dame Veronica Marston zeigt, die sich mit zunehmendem Alter an ihre abgelegene Umgebung anpassen muss.

## Instrumente
Während den Live-Shows der Band Ladytron spielt Mira Aroyo Synthesizer und singt gelegentlich. Hauptsächlich spielt sie mit dem Synthesizer Korg MS-20, den sie seit den Anfängen der Band verwendet.
Aroyo spielte live folgende Instrumente für die Band:
- 604-Tour: Korg MS-20, Jen SX-1000, Stylophon und Speak & Spell
- Light & Magic-Tour: Korg MS-20 und Roland Juno 6
- Witching Hour-Tour: Korg MS-20 und Korg MS2000B
- Velocifero-Tour: Korg MS-20 und Korg MS2000B
- Best of 00-10-Tour: Korg MS-20
- Gravity the Seducer-Tour: Korg MS-20

Zu Beginn der Witching Hour-Tour gab die Band ihren vier identischen Korg MS2000B Namen, um die Installation auf der Bühne zu vereinfachen. Aroyos Korg MS2000B hieß Babylon.

## Diskographie (Alben)
- 604, Debüt-Studioalbum von Ladytron, Emperor Norton Records, 2001
- Light & Magic, 2. Studioalbum von Ladytron, Emperor Norton Records & Telstar Records, 2002
- Witching Hour, 3. Studioalbum von Ladytron, Island Records, 2005
- Velocifero, 4. Studioalbum von Ladytron, Nettwerk Records, 2008
- Live at London Astoria 16.07.08, 1. Livealbum, 2009
- Gravity the Seducer, 5. Studioalbum von Ladytron, Nettwerk Records, 2011
- Ladytron, 6. Studioalbum von Ladytron, PledgeMusic, 2019